# C20H22O9
化学式C20H22O9（摩尔质量：406.38 g/mol）可能指：
- 白皮杉醇葡萄糖苷，CAS号：29884-49-9
- 曲札芪苷（白皮杉醇 3'-O-葡萄糖苷），CAS号：94356-26-0

|  | 这个同类索引页列出了具有相同分子式的化学物（即同分異構體）条目。 除非您是有意链接至本页，否则应将相应条目的内部链接指向正确的条目。 |